# بنجامين ألتمان
بنجامين ألتمان (بالإنجليزية: Benjamin Altman)‏ هو رائد أعمال أمريكي، ولد في 12 يوليو 1840 في نيويورك في الولايات المتحدة، وتوفي بنفس المكان في 7 أكتوبر 1913.

## وصلات خارجية
- بنجامين ألتمان على موقع الموسوعة البريطانية (الإنجليزية)